# Playsam

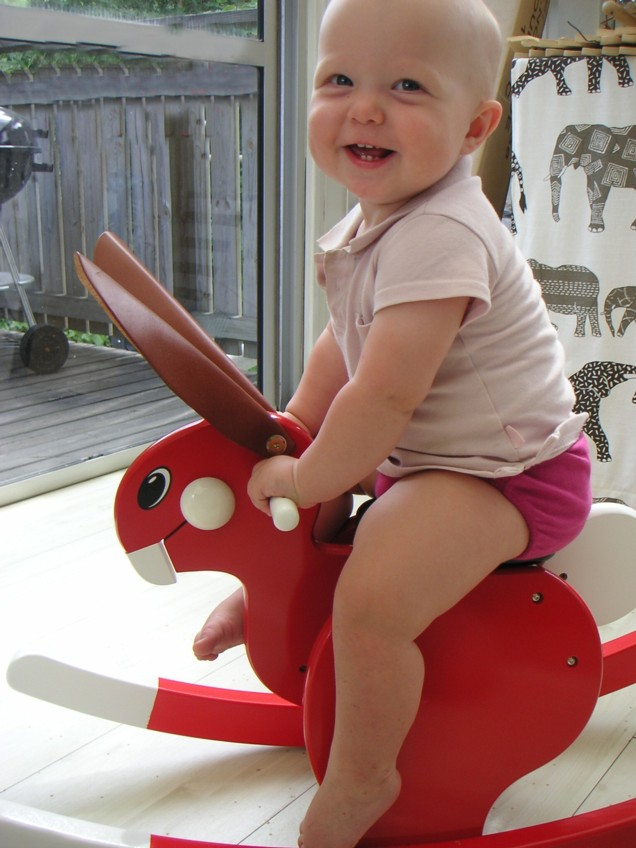
Rocking Rabbit in action

Playsam (Playsam i Kalmar AB) är ett svenskt företag med säte i Kalmar som grundades 1984 av Carl Zedig (född 1941) med målsättningen att producera leksaker. Zedig knöt till sig ett antal medarbetare, däribland Hans-Christer Ericson som gav företaget en genomgripande grafisk identitet, designern Ulf Hanses och Björn Dahlström.
Ulf Hanses, som tidigare arbetade hos industridesignern Sigvard Bernadotte och sedan formgav leksaker för handikappade barn, skapade ett stort antal träleksaker för Playsam, exempelvis leksaksflygplanet Jetliner, leksaksbilen Streamliner F1 från 1984 eller ursaaben Saab 001. Industridesignern Björn Dalström har formgivit produkter för Ericsson, Hackman, Scania med flera. För Playsam skapade han bl.a. gungkaninen Rocking Rabbit (1985) och leksakslastbilen Toycar (1996).
Playsams produkter har flera gånger belönats med utmärkelsen "Utmärkt Svensk Form" från Svensk Form.

## Bildgalleri

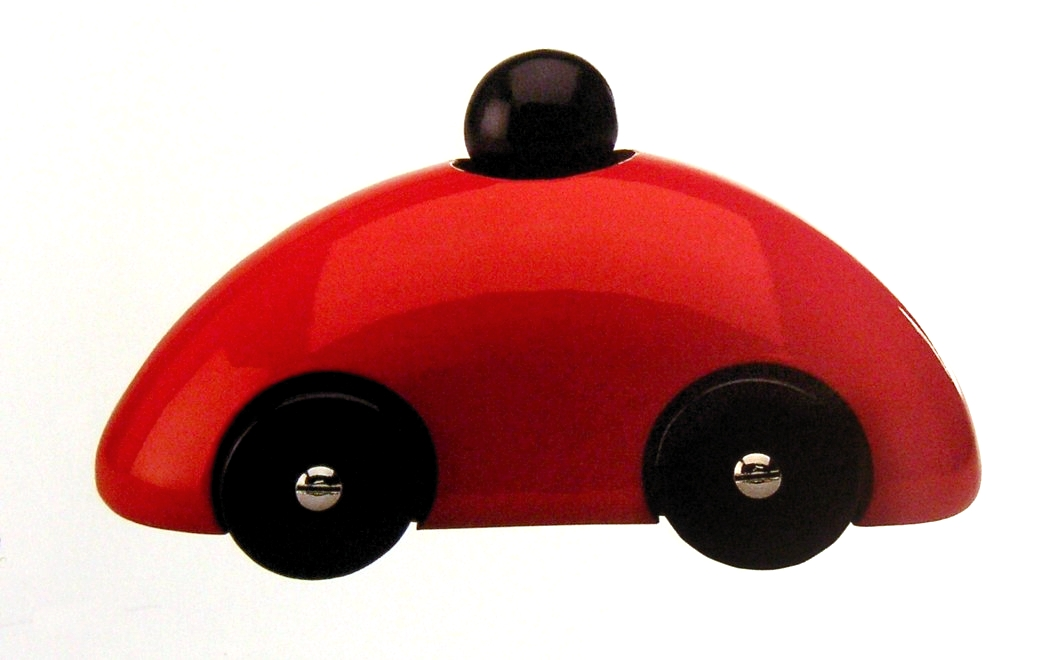
Streamliner F1
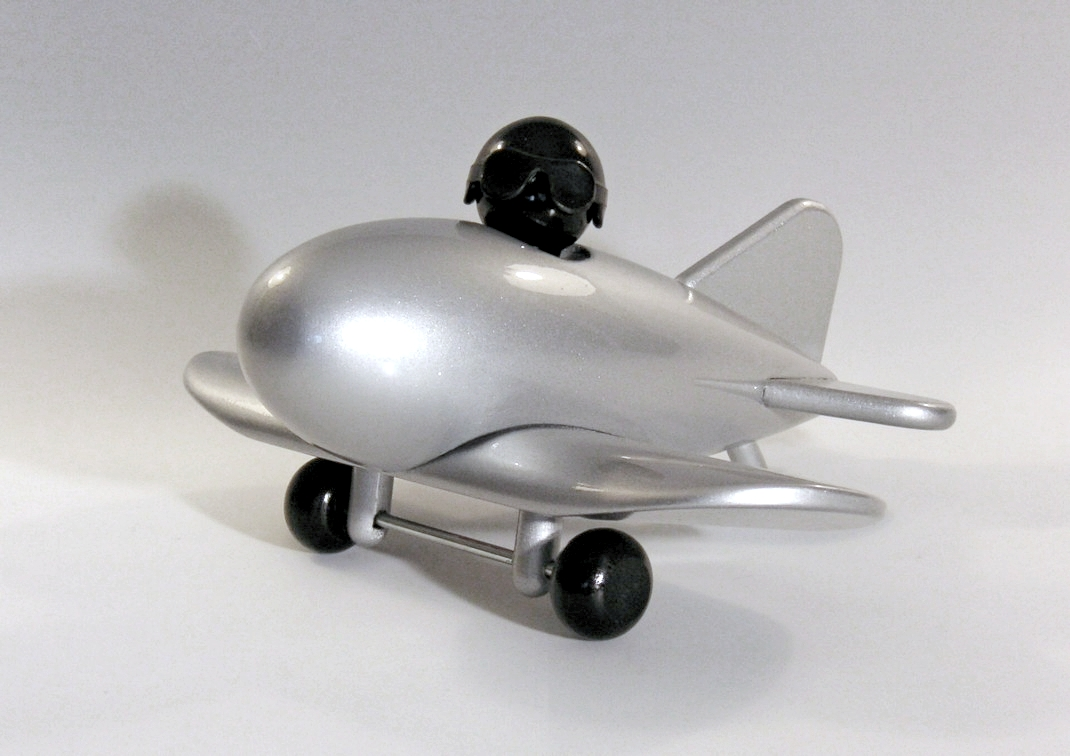
Jetliner
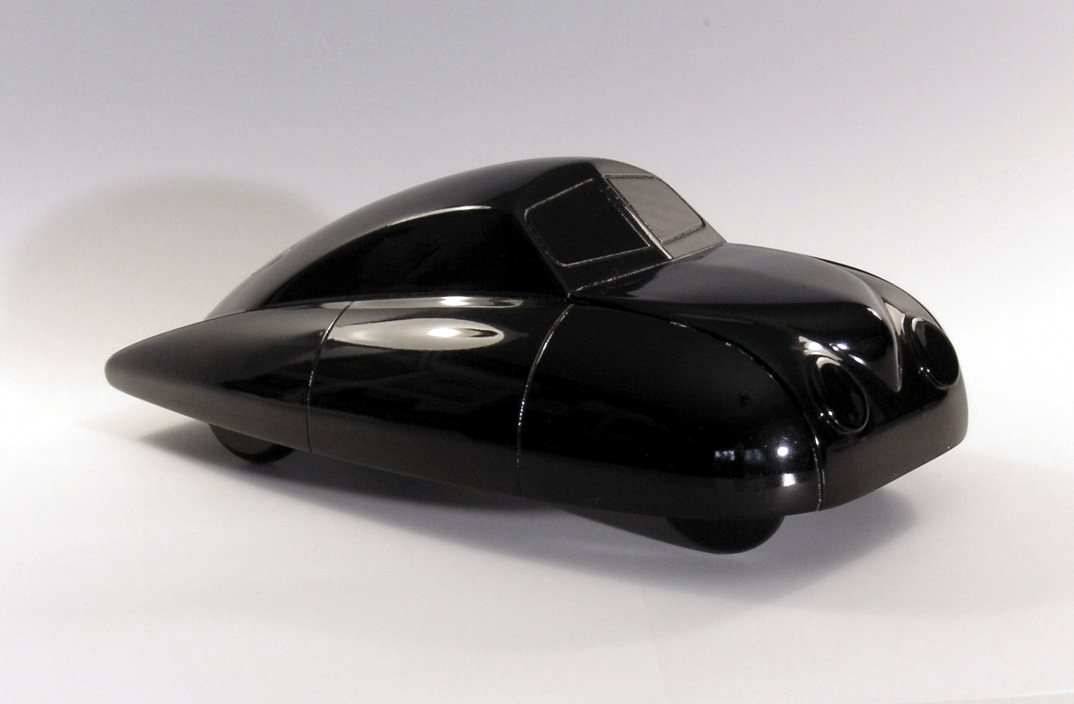
Saab 001
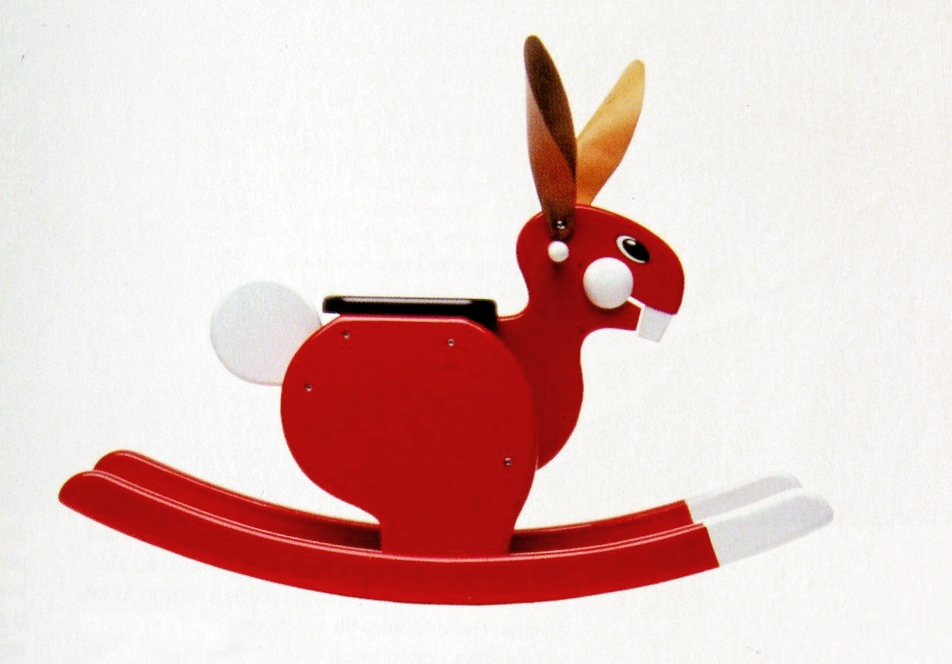
Rocking Rabbit

## källor
- Skandinavisk Design, Taschen GmbH, Köln, 2002